# Мейуд Парк (град, Орегон)
Мейуд Парк (на английски: Maywood Park) е град в окръг Мълтнома, щата Орегон, САЩ. Мейуд Парк е с население от 777 жители (2000) и обща площ от 0,4 km². Намира се на 23,5 m надморска височина. ЗИП кодът му е 97220, а телефонният му код е 503.